# Xã Roselle, Quận Carroll, Iowa
Xã Roselle (tiếng Anh: Roselle Township) là một xã thuộc quận Carroll, tiểu bang Iowa, Hoa Kỳ. Năm 2010, dân số của xã này là 651 người.